# 古田教案

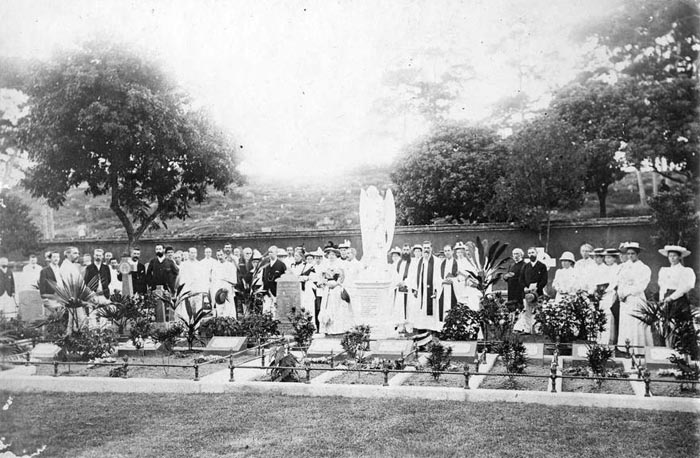
古田教案の犠牲者の墓

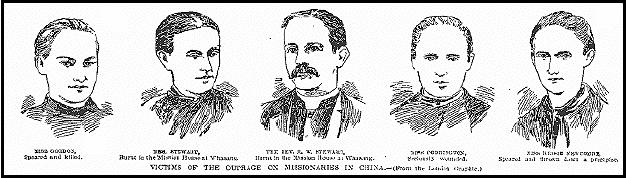
古田教案の犠牲者5名、左から2人目と3人目がスチュワート夫妻

古田教案（こでんきょうあん、Kucheng massacre）は、1895年8月1日に福建省福州府古田県で発生した教案（反キリスト教事件）。当夜、民間宗教斎教の信者により、古田の華山に避暑に来ていたイギリスの宣教師ロバート・ウォーレン・スチュワートとその妻子と随行していた女性宣教師（アメリカ人も含む）が襲われ、11人が死亡した。天津教案とともに義和団の乱が発生する以前の最大の教案であった。

## 事件

### 背景
1892年、江西省贛州府から劉祥興が古田に来て斎教会を創設した。3年間で信徒は3千人に膨れ上がった。斎教に入会した人々の目的はそれぞれ異なっていたが、基本的に社会の下層にいる貧民たちであった。彼らは斎教の指導のもと抗租抗税運動を行い、官兵に対抗し、甚だしい者は古田県城に押し入って役人を殺戮すると揚言し、古田の地方当局の頭痛の種となっていた。そして1895年の日清戦争の敗北が下層民衆に怒りに火をつけ、斎教徒と清朝との対立は激化していった。

### 経過
斎教会の暴動が発生したのは8月1日である。参加者の供述によると、事前に3つの方策が話し合われた。第1案は古田県城を襲撃すること、第2案は安樟村の富裕な家を襲撃すること、第3案は華山の外国人の宣教師を襲撃することであった。このうち第1案は軍資金が不足していること、第2案は安樟村の信者の反対で却下され、第3案が採用された。
こうして華山への襲撃が行われたが、最初に2～3百人が出発したものの、華山に到着した時は百人に減少し、実際に襲撃に参加したのは十数人で、多くは恐れて山に入らなかった。当時、スチュワートたちは就寝中で、襲撃の結果11名が亡くなり、生き残った者はスチュワートの子ども2名を含む5名であった。

### 結果

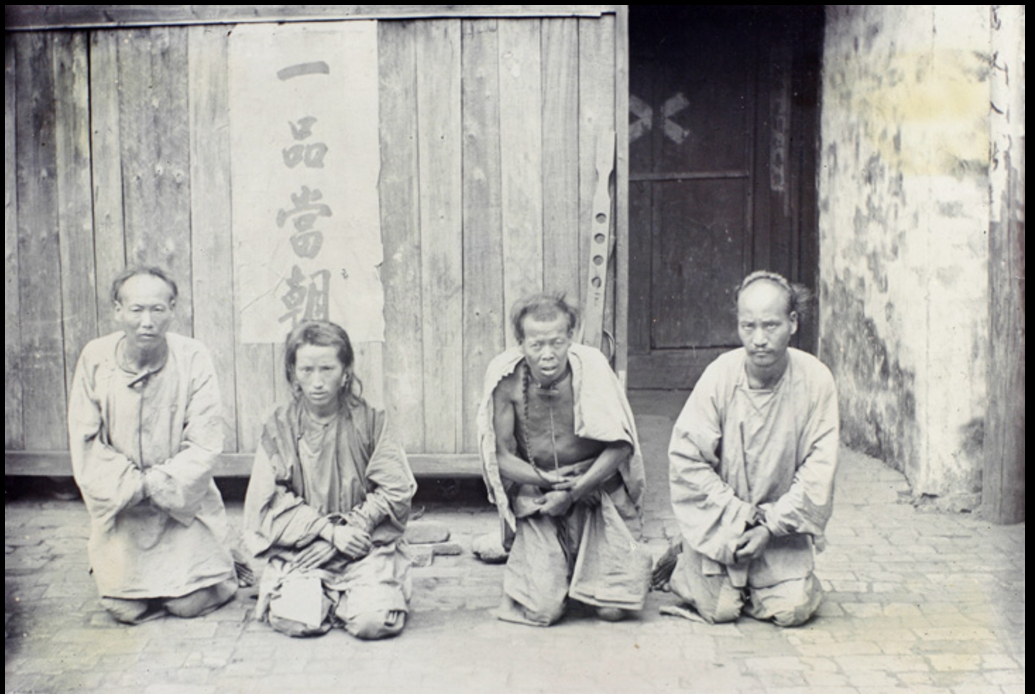
古田教案の首謀者4名

古田知県王汝霖は事件発生を聞き、省政府に詳細を報告した。閩浙総督辺宝泉はただちに外国人と教会を保護する措置をとった。これに対してイギリスとアメリカ側は軍事上の措置もちらつかせて強硬に抗議した。その結果、駐福州イギリス・アメリカ領事館の調査団も審判に加わり、古田の斎教会の指導者は全て斬首、その他数十名の従犯は無期徒刑または終身充軍となり、王汝霖など地方官が免職となった。
犠牲者11名の遺体は福州倉山の教会に埋葬された。